# 나만 없어 고양이
"나만 없어 고양이"는 2019년에 개봉한 대한민국의 영화이다.

## 캐스팅
- 김희철 : 사랑이 (목소리) 역
- 김소희 : 나래 역
- 허정도 : 김 과장 역
- 권수정 : 오수정 역
- 김기천 : 석봉 역
- 남연우 : 상철 역
- 김그림 : 보호소 직원 역
- 오지운 : 이웃집 남자 역
- 신운섭 : 오 부장 / 수정 아빠 역
- 감승민 : 조 사장 역
- 승의열 : 경비아저씨 역
- 박현영 : 수정 엄마 역
- 지정은 : 수정 친구 지우 역
- 권지민 : 수정 친구 자영 역
- 신혜정 : 아내 순자 역
- 천민희 : 딸 서연 역
- 김제현 : 사위 인수 역
- 최정호 : 병원 의사 역
- 윤상정 : 나래 친구 1 역
- 조현지 : 나래 친구 2 역
- 이찬희 : 보호소 커플 남 역
- 이태경 : 보호소 커플 여 역
- 안석범 : 택배 기사 / 바닷가 커플 남 역
- 유윤진 : 바닷가 커플 여 역
- 채예리 : 김 과장의 아내 역
- 원지우 : 김 과장의 딸 역
- 임은서 : 조 사장의 딸 역
- 이현영 : 심사위원 1 / 고양이 발레리노 역
- 정재연 : 심사위원 2 역
- 임도현 : 발레학원 선생님 역
- 안용해 : 콩쿠르 진행요원 / 도움주는 행인 역
- 하이선 : 수정 발레 대역
- 복운석 : 경찰 역

## 수상
- 2019년 제23회 부천판타스틱영화제 코리안 판타스틱:장편초청
- 2019년 제7회 순천만세계동물영화제 우리 곁의 동물들
- 2020년 제8회 서울구로국제어린이영화제 어른들을 부탁해

## 같이 보기
- 2019년 대한민국의 영화 목록